# Santiago (Armamar)
Santiago is een plaats (freguesia) in de Portugese gemeente Armamar en telt 180 inwoners (2001).